# Wetboek van Vennootschappen en Verenigingen
Het Wetboek van Vennootschappen en Verenigingen of WVV (Frans: Code des sociétés et des associations) is een Belgisch wetboek dat het basisrecht rond de Belgische privaatrechtelijke vennootschappen, verenigingen en stichtingen, al dan niet met rechtspersoonlijkheid, bevat. Al deze rechtsvormen worden beschouwd als ondernemingen. Het wetboek, aangenomen op 23 maart 2019, trad in werking op 1 mei 2019, behalve voor entiteiten die al vóór deze datum bestonden en waarvoor een overgangsregeling is uitgewerkt. Het WVV vervangt het Wetboek van vennootschappen van 1999 en de Verenigingswet van 1921, die over een vijfjarige periode uitdoven. Door deze overgangsperiode blijft het oude recht nog steeds relevant.

## Totstandkoming
Het wetboek kwam tot stand als onderdeel van een ruimere hercodificatie van de Belgische basiswetgeving op initiatief van Koen Geens, minister van Justitie in de regering-Michel I. Uitgangspunt was het verslag De modernisering van het vennootschapsrecht (2014) door het Belgisch Centrum voor Vennootschapsrecht. Na uitgebreide consultatie van de bedrijfswereld is een wetsontwerp ingediend op 4 juni 2018 en werd het, ondanks de val van de regering, op 12 december van datzelfde jaar in tweede lezing aangenomen door de commissie Handels- en Economisch Recht van de Kamer van volksvertegenwoordigers. Het lag ter stemming voor in de plenaire vergadering van de Kamer op 18 december 2018. Gezien de val van de regering-Michel II tijdens die plenaire vergadering, ging men niet over tot een stemming. Met de regering in lopende zaken werd het wetsontwerp verder besproken in de kamercommissie, waar de voorgenomen cap op de bestuurdersaansprakelijkheid sterk werd ingetoomd. Op 28 februari 2019 nam de Kamer van volksvertegenwoordigers het Wetboek van Vennootschappen en Verenigingen aan met 68 stemmen tegen 27 en 21 onthoudingen.
Inhoudelijk komt het wetboek tegemoet aan de wens van het bedrijfsleven om lossere regels. Onder de fundamentele vernieuwingen die het WVV doorvoert, zijn de vervanging van winstoogmerk door winstuitkering als onderscheidend criterium, de afschaffing van het onderscheid tussen burgerlijke en handelsvennootschappen, het overgaan naar de statutaire zetelleer, het toelaten van verliesvrijstelling en de creatie van een soepele bv (besloten vennootschap).

## Structuur
Het Wetboek van vennootschappen en verenigingen bestaat uit 5 delen en 18 boeken en kent volgende structuur:
Deel 1: Algemene bepalingen
- Boek 1: Inleidende bepalingen
- Boek 2: Bepalingen gemeenschappelijk aan de rechtspersonen geregeld in dit wetboek
- Boek 3: De jaarrekening

Deel 2: De vennootschappen
- Boek 4: De maatschap, de vennootschap onder firma en de commanditaire vennootschap
- Boek 5: De besloten vennootschap
- Boek 6: De coöperatieve vennootschap
- Boek 7: De naamloze vennootschap
- Boek 8: Erkenning van vennootschappen

Deel 3: De verenigingen en stichtingen
- Boek 9: VZW
- Boek 10: IVZW
- Boek 11: Stichtingen

Deel 4: Herstructurering en omzetting
- Boek 12: Herstructurering van vennootschappen
- Boek 13: Herstructurering van verenigingen en stichtingen
- Boek 14: Omzetting van vennootschappen, verenigingen en stichtingen

Deel 5: De Europese rechtsvormen
- Boek 15: De Europese vennootschap
- Boek 16: De Europese coöperatieve vennootschap
- Boek 17: De Europese politieke partij en de Europese politieke stichting
- Boek 18: Het Europees economisch samenwerkingsverband

## Overgangsrecht
Het algemeen opzet bestaat erin dat het WVV snel in werking moet treden voor nieuwe vennootschappen, verenigingen en stichtingen (bedoeld wordt vennootschappen, verenigingen en stichtingen opgericht vanaf 1 mei 2019). Vennootschappen, verenigingen en stichtingen die reeds bestonden vóór 1 mei 2019, moeten een voldoende lange overgangsperiode krijgen. Dit leidt tot een complex overgangsrecht, waarbij men regels uit enerzijds het W. Venn. en de vzw-Wet en het WVV anderzijds moet combineren.
Het WVV treedt in werking op 1 mei 2019. Zodoende kunnen vanaf dan geen nieuwe vennootschappen, verenigingen of stichtingen worden opgericht of omgevormd in een door het WVV afgeschafte rechtsvorm. Onder meer treedt ook de statutaire zetelleer in werking.
Op reeds bestaande vennootschappen, verenigingen en stichtingen wordt het WVV voor het eerst van toepassing op 1 januari 2020. Deze rechtspersonen kunnen er echter voor kiezen om vanaf de bekendmaking van het WVV in het Belgisch Staatsblad hun statuten te wijzigen en te voorzien in een vervroegde toepassing van het WVV vanaf de bekendmaking van de statutenwijziging. Dit kan echter pas in werking treden ten vroegste vanaf 1 mei 2019. Deze opt-in vereist een volledige aanpassing van de statuten aan het WVV.
Vanaf 1 januari 2020 of vanaf de datum van opt-in worden de dwingende bepalingen van het WVV van toepassing (cf. de niet-limitatieve lijst in de Memorie van Toelichting). Statutaire bepalingen die strijdig zijn met deze dwingende bepalingen, worden voor niet geschreven gehouden. Nieuwe benamingen en afkortingen worden van toepassing, zelfs zonder statutenwijziging. Ook de aanvullende bepalingen van het WVV worden van toepassing, tenzij de statuten voorzien in een uitsluiting daarvan. Korter gezegd blijven statuten die niet aangepast zijn aan het WVV gelden, met uitzondering van die bepalingen die in strijd zijn met de dwingende bepalingen van het WVV.
Bestaande vennootschappen, verenigingen en stichtingen moeten hun statuten aanpassen aan het WVV bij de eerstvolgende statutenwijziging en ten laatste op 1 januari 2024.
Het WVV voorziet in enkele specifieke bepalingen met betrekking tot het overgangsrecht:
- naamloze vennootschappen met een wettelijk directiecomité kunnen met dit orgaan blijven functioneren tot de dag waarop hun statuten worden aangepast aan het WVV en dit ten laatste voor 1 januari 2024
- zolang (internationale) vzw's hun voorwerp niet wijzigen, mogen zij slechts activiteiten uitoefenen binnen de contouren-zoals bepaald in de vzw-wet van 1921[9]
- de geschillenregeling wordt van toepassing op 1 mei 2019
- de regels inzake de bestuurdersaansprakelijkheid worden van toepassing op alle fouten die plaats vinden na 1 januari 2020, tenzij men opteert voor de opt-in.

Wat betreft de rechtspersonen waarvan de vorm wordt opgeheven voorziet het WVV in een van rechtswege omzetting op 1 januari 2024 met een verplichte binnen de 6 maanden plaats te vinden statutenwijzigingen. Voorbeelden hiervan zijn:
- de commanditaire vennootschap op aandelen verandert in een NV met enige bestuurder
- de oneigenlijke CVBA wordt een BV
- bestaande VSO's/LV's worden weerlegbaar vermoed erkend te zijn als SO/LO, maar bestaande VSO's die geen CV zijn en erkend willen blijven, moeten zich ten laatste voor 1 januari 2024 omzetten naar een CV

Bovendien zullen op deze rechtspersonen de dwingende bepalingen van het WVV van toepassing worden vanaf 1 januari 2020, behoudens die bepalingen die hen in staat stellen volgens het huidige regime te functioneren. Zo zal de commanditaire vennootschap op aandelen onderworpen zijn aan de dwingende bepalingen van de NV, maar beheerst blijven door de bepalingen inzake bestuur van het W. Venn., met uitzondering van de nieuwe dwingende regels met betrekking tot belangenconflicten.

## Rechtsvormen
De hoofdindeling van de rechtsvormen is bepaald als volgt:
- Vennootschappen:
  - Maatschap (zonder rechtspersoonlijkheid)
  - Vennootschap Onder Firma (vof)
  - Commanditaire Vennootschap (CommV) (Vroeger: Gewone Commanditaire Vennootschap of GCV)
  - Besloten Vennootschap (bv)
  - Coöperatieve Vennootschap (cv)
  - Naamloze Vennootschap (nv)
  - Europese Vennootschap (SE)
  - Europese Coöperatieve Vennootschap (SCE)
- Europees Economisch Samenwerkingsverband (EESV)
- Verenigingen:
  - Feitelijke vereniging (zonder rechtspersoonlijkheid)
  - Vereniging Zonder Winstoogmerk (vzw)
  - Internationale Vereniging Zonder Winstoogmerk (ivzw)
- Stichtingen:
  - Private Stichting (ps)
  - Stichting van Openbaar Nut (son)
  - Europese Politieke Stichting (EUPS)
- Europese Politieke Partij (EUPP)

## Kritiek
De satirist Koen Meulenaere noemde het WVV spottend de wet-Eubelius. Hiermee stelde hij aan de kaak dat de toenmalig minister die de wetgeving invoerde (Koen Geens) de wet liet opmaken in nauwe samenwerking met het advocatenkantoor Eubelius waarvan hij mede-oprichter was.